# Talk That Talk
Talk That Talk (на български: „Кажѝ честно“) е шестият студиен албум на барбадоската певица Риана, издаден на 18 ноември 2011 година от „Def Jam Recordings“. Като изпълнителен продуцент на албума, Риана си сътрудничи с голям брой продуценти включително Алекс де Кид, г-н Бангладеш, Калвин Харис, д-р Лука „Stargate“ и „The Dream-“. Aлбумът принадлежи на жанрове поп, денс-поп и R&B, но включва също различни други жанрове, като хип-хоп, електро хаус, дъбстеп и денсхол. Aлбумът получава като цяло благоприятни отзиви от музикалните критици. Дебютира под номер три в САЩ „Billboard 200“. Албумът се нарежда на първо място в Австрия, Нова Зеландия, Норвегия, Швейцария и Обединеното кралство. Шест сингъла са реализирани от албума: We Found Love, You Da One, Talk That Talk, Birthday Cake и Where Have You Been

## Списък с песни

### Оригинален траклист
1. You Da One – 3:20
2. Where Have You Been – 4:03
3. We Found Love (с Калвин Харис) – 3:35
4. Talk That Talk (с Джей Зи) – 3:30
5. Birthday Cake – 1:18
6. We All Want Love – 3:57
7. Drunk on Love – 3:32
8. Roc Me Out – 3:29
9. Watch n' Learn – 3:31
10. Farewell – 4:16

### iTunes Store издание
1. We Found Love (Calvin Harris Extended Mix) (с Калвин Харис) – 5:45

### Делукс издание
1. Red Lipstick – 3:37
2. Do Ya Thang – 3:43
3. Fool in Love – 5:15

### iTunes Store делукс издание
1. We Found Love (Calvin Harris Extended Mix) (с Калвин Харис) – 5:45